# دادو كوليتي
دادو كوليتي، الاسم الحقيقي «ريكاردو بروكوليتي» (من مواليد 27 أغسطس 1974، في روما)، هو ممثل سينمائي إيطالي وممثل صوت ومقدم برامج إذاعية وتلفزيونية.

## السيرة الذاتية
التحق دادو كوليتي بمدرسة إنزو جاريني، وقد ظهر لأول مرة في تياترو سيستينا، لمواصلة دراسته من خلال حضور دورات في التمثيل الصامت والدبلجة. وهو بطل الرواية في برنامج الأطفال، في عام 1991 عمل في نادي ديزني، حيث بقي حتى عام 1994 ثم عاد بعد ذلك حتى عام 1999 مع فرانشيسكا باربيريني. في ذلك العام، استُضيف أيضًا على برنامج تلفزيوني كبير يدعى راي اونو.
في عام 1999، كانت أول تجربة له كممثل تلفزيوني في فيلم Morte di una ragazza perbene (بالعربية: وفاة فتاة محترمة) من إخراج لويجي بيريلي. يعمل حاليًا كمضيف إذاعي على Rai Isoradio

## أفلامه

### السينما
- «حصل على جائزة» (1995)
- ساوث كنسينغتون(2001)
- حياتي مع النجوم والمشارب (2003)

### التلفزيون
- "Morte di una ragazza perbene"، فيلم (1999)
- "Buongiorno، mamma!"، فيلم (2021)

## التلفزيون
- البرنامج المضيف Disney Club Rai Uno
- برنامج المضيف Uno per tutti Rai uno
- برنامج مضيف سيرينو متغير

## الراديو
- مضيف إذاعي على Rai Isoradio.

## الجوائز
- Telegatto لـ Disney Club Rai Uno (1992)